# Ervin Ollik
Ervin Ollik (* 18. Juli 1915 im Gouvernement Estland; † 28. Juni 1996 in Estland) war ein estnischer Fußballspieler.

## Karriere
Ervin Ollik war in seiner Fußballkarriere, von der nur das 1938 bekannt ist beim JK Tallinna Kalev aktiv. Im August desselben Jahres debütierte Ollik zusammen mit seinem Teamkollegen vom JK Tallinna Kalev Johannes Niks in der Estnischen Nationalmannschaft. Das Länderspiel gegen Finnland das im Kadrioru staadion von Tallinn ausgetragen wurde, sollte zugleich das letzte Länderspiel der beiden Debütanten darstellen.